# 24h yêu
24h yêu (tên gốc tiếng Thái: แฟนเดย์ แฟนกันแค่วันเดียว, còn được biết đến với tên tiếng Anh: One Day) là một bộ phim lãng mạn Thái Lan năm 2016 do Banjong Pisanthanakun đạo diễn, với sự tham gia của Chantavit Dhanasevi và Nittha Jirayungyurn. Phim kể câu chuyện về một người đàn ông mạo hiểm tất cả mọi thứ để được bên cạnh cô gái mơ ước của mình cho một ngày bằng cách giả vờ là bạn trai của cô sau khi cô bị mất trí nhớ tạm thời.
Vào tháng 10 năm 2016, Banjong đã đến Singapore để quảng bá cho bộ phim cùng với hai diễn viên chính, Chantavit và nữ diễn viên truyền hình Nittha, người ra mắt lần đầu tiên trên màn ảnh rộng.

## Nội dung
Sống quá lâu trong sự vô tình và thờ ơ của tất cả, nhưng khi được Nui gọi tên, mỉm cười, và khen ngợi, Den bỗng cảm thấy rung động trong trái tim. Ngay sau lần gặp gỡ đầu tiên, anh chàng khờ khạo đã tình nguyện làm fan số một của cô nàng hot girl trong công ty. Sắc sảo và thông minh, nhưng Nui cũng không thoát khỏi sự phù phiếm của thói lãng mạn nữ nhi, thích hướng về những điều lấp lánh và đẹp đẽ. Cô yêu Top, người đàn ông trong mơ của mọi cô gái. Vị giám đốc thành đạt, hào hoa, và cực kỳ ga lăng luôn khiến cô như muốn "ngất đi vì hạnh phúc".
Oái oăm thay, Top vốn đã có vợ, cùng một cậu con trai xinh đẹp như thiên thần. Top rất biết cách chiều chuộng Nui để bù đắp cho nỗi thiệt thòi của thân phận tình nhân. Biết rằng Nui mơ ước được đến Hokkaido một lần, anh bèn tổ chức chuyến dã ngoại tới Nhật Bản cho toàn công ty, nhằm hợp lý hóa chuyến đi chơi của hai người. Song, ngay giữa cuộc vui, vợ sếp bất ngờ xuất hiện và báo tin vui rằng mình mới có bầu trước sự cay đắng của Nui. Top bối rối bỏ rơi Nui để hộ tống vợ, bỏ lại cô nàng tình nhân xinh đẹp với nỗi thất vọng, đau khổ.
Trong cơn cùng quẫn, Nui đi đến quyết định dại dột là tự sát. Song, tất cả không qua được mắt Den, người luôn thầm lặng quan sát và bảo vệ cô gái. Tại bệnh viện, anh được biết rằng Nui bị mất trí nhớ tạm thời trong vòng một ngày. Chỉ sau 24 giờ, toàn bộ ký ức sẽ khôi phục.
Tỉnh dậy và quên mất mọi chuyện trong ba năm trước đó, Nui ngạc nhiên khi mình đang ở Nhật Bản với một người đàn ông xa lạ. Điều đó khiến cô lầm tưởng rằng Den chính là bạn trai mình, và chàng trai quyết định "diễn tiếp" vở kịch tình yêu đó.

## Diễn viên
- Chantavit Dhanasevi vai Denchai
- Nittha Jirayungyurn vai Nui
- Teerapat Sajakul vai Top
- Prim Bulakul vai Chu
- Somyos Matures vai Tee
- Sutthatip Wutichaipradit vai Joy
- Rermthon Kemapech vai Tonnam
- Kaz Sawamura vai Bác sĩ Nhật

## Giải thưởng và đề cử
| Năm  | Giải thưởng                                                    | Hạng mục                               | Đề cử                                                   | Result    |
| ---- | -------------------------------------------------------------- | -------------------------------------- | ------------------------------------------------------- | --------- |
| 2017 | Dara Daily The Great Awards 2016                               | Best Actress in a Leading Film of 2016 | Nittha Jirayungyurn                                     | Đoạt giải |
| 2017 | Dara Daily The Great Awards 2016                               | Best Actor in a Leading Film of 2016   | Chantavit Dhanasevi                                     | Đoạt giải |
| 2017 | Dara Daily The Great Awards 2016                               | Best Movie                             | 24h yêu                                                 | Đoạt giải |
| 2017 | Giải thưởng của Hiệp hội ĐIện ảnh Quốc gia Thái Lan lần thứ 26 | Phim điện ảnh xuất sắc nhất            | 24h yêu                                                 | Đề cử     |
| 2017 | Giải thưởng của Hiệp hội ĐIện ảnh Quốc gia Thái Lan lần thứ 26 | Nữ diễn viên xuất sắc nhất             | Nittha Jirayungyurn                                     | Đoạt giải |
| 2017 | Giải thưởng của Hiệp hội ĐIện ảnh Quốc gia Thái Lan lần thứ 26 | Nam diễn viên xuất sắc nhất            | Chantavit Dhanasevi                                     | Đoạt giải |
| 2017 | Giải thưởng của Hiệp hội ĐIện ảnh Quốc gia Thái Lan lần thứ 26 | Đạo diễn xuất sắc nhất                 | Banjong Pisanthanakun                                   | Đề cử     |
| 2017 | Giải thưởng của Hiệp hội ĐIện ảnh Quốc gia Thái Lan lần thứ 26 | Quay phim xuất sắc nhất                | Narupon Sohkkanapituk                                   | Đề cử     |
| 2017 | Giải thưởng của Hiệp hội ĐIện ảnh Quốc gia Thái Lan lần thứ 26 | Dựng phim xuất sắc nhất                | Chonlasit Upanigkit                                     | Đề cử     |
| 2017 | Giải thưởng của Hiệp hội ĐIện ảnh Quốc gia Thái Lan lần thứ 26 | Thu âm và hòa âm xuất sắc nhất         | Kantana Sound Studio                                    | Đề cử     |
| 2017 | Giải thưởng của Hiệp hội ĐIện ảnh Quốc gia Thái Lan lần thứ 26 | Nhạc nền phim xuất sắc nhất            | Hua Lampong Riddim                                      | Đề cử     |
| 2017 | Giải thưởng của Hiệp hội ĐIện ảnh Quốc gia Thái Lan lần thứ 26 | Hóa trang xuất sắc nhất                | Benjawan Sroy-in                                        | Đề cử     |
| 2017 | Giải thưởng của Hiệp hội ĐIện ảnh Quốc gia Thái Lan lần thứ 26 | Hiệu ứng hình ảnh xuất sắc nhất        | YGGDRAZIL Group Company Limited, Poster Company Limited | Đề cử     |
| 2017 | MThai Toptalk About                                            | Top Talk – About Movie                 | One Day                                                 | Đoạt giải |